# Ischnopteris praeluteata
Ischnopteris praeluteata är en fjärilsart som beskrevs av W. Warren 1904. Ischnopteris praeluteata ingår i släktet Ischnopteris och familjen mätare. Inga underarter finns listade i Catalogue of Life.